# Moselberge
Die Moselberge sind ein maximal 434,1 m ü. NHN hoher Höhenzug unmittelbar links der Mosel zwischen Reil und Schweich in den rheinland-pfälzischen Landkreisen Bernkastel-Wittlich und Trier-Saarburg. An den Südhängen der bewaldeten Berge werden Weinreben angebaut.

## Geographie

### Lage
Die Moselberge liegen zwischen Reil im Nordosten und Schweich im Südwesten und ziehen sich unter anderem vorbei an Piesport nordwestlich entlang der Mosel, wobei die genannten Ortschaften alle am Fluss liegen.

### Naturräumliche Zuordnung
Die Moselberge gehören in der naturräumlichen Haupteinheitengruppe Moseltal (Nr. 25) und in der Haupteinheit Mittleres Moseltal (250) zur Untereinheit Moselberge (250.2), wobei sie in Richtung Nordwesten durch die Haupteinheit Wittlicher Senke (251) von der Haupteinheit Moseleifel (270) als Teil der Eifel getrennt sind.

### Gliederung
Die Moselberge werden durch zwei Zuflüsse der Mosel in drei Segmente parzelliert: Ihr Süden wird in Nord-Süd-Richtung vom Mündungslauf der Salm durchschnitten (Mündung bei Klüsserath), ihr Norden in Nordwest-Südost-Richtung von dem der Lieser (Mündung bei Lieser). Dadurch entsteht ein Südwestsegment zwischen Schweich und Klüsserath, ein zentrales zwischen Klüsserath und Lieser und ein nordöstliches zwischen Lieser und Reil.
Das Nordostsegment wird bei Ürzig durch die Moselschleife gratartig schmal und erreicht dort nur noch Höhen von wenig über 200 m, wodurch der Nordostteil noch einmal zweigeteilt wird. Der Nordostteil des Nordostsegments wird bis 420,3 m hoch, sein Südwestteil nur bis 366 m.
Im äußersten Nordosten des Mittelsegments wird bei Osann der (Noviander) Hüttenkopf (273,3 m) durch einen Nebenarm der Lieser abgetrennt, der dadurch ein kleines eigenständiges Segment bildet.
Der unmittelbar sich westlich anschließende äußerste Nordwesten des Mittelsegments mit dem 364 m hohen Stöppelberg nordöstlich Klausens wird ebenfalls durch eine Talung (Oestelbach, Landesstraße 47 von Klausen nach Osann) abgetrennt. Er steht gegenüber der Kammlinie etwas nordwestlich versetzt und wird in der naturräumlichen Gliederung sogar dem Klausener Hügelland und damit der Wittlicher Senke zugerechnet. Gleichwohl ist er genetisch und geomorphologisch Teil der Moselberge. Ansonsten erreicht der Mittelteil bis 434,1 m.
Im äußersten Nordosten des Südwestsegments wird der Rudemberg (278 m) durch eine Talung (Kahlbach, Landesstraße 48 zwischen Bekond und Thörnich) vom Restsegment abgetrennt. Das eigentliche Südwestsegment erreicht bis 418,7 m.

### Halbinseln
In den Moselschleifen bilden die abflachenden Südwestausläufer der Moselberge markante Halbinseln. Während der Südwestteil bis an die Mosel bei Mehring montan und massiv bleibt, liegen auf den sehr schmalen Halbinseln des Mittelteils die Dörfer Trittenheim und Minheim, auf denen des Nordostteils Kues und Traben.

### Berge
Zu den Bergen und Erhebungen der Moselberge gehören – sortiert nach Höhe in Meter (m) über Normalhöhennull (NHN):
- Schimmelsberg aufm Hüttenberg (434,1 m), rund 1,7 km nördlich von Piesport; mittleres Segment
- Monzeler Hüttenkopf (423,4 m), westlich von Monzel; mittleres Segment
- Kinheimer Berg (420,3 m), nordwestlich von Kinheim; Nordostsegment
- Mehringer Berg (418,7 m), nordwestlich von Mehring; äußerster Südwesten des Südwestsegments
- Hummelsberg (407,2 m), nordwestlich von Mehring;
- Hansenberg (401,8 m), östlich von Rivenich; mittleres Segment
- Thomasberg (382,9 m), südlich von Klausen; mittleres Segment
- Rothenberg (366 m), östlich von Wengerohr; Südwestteil des Nordostsegments
- Stöppelberg (364 m), nordöstlich Klausens äußerster, abgetrennter Nordwesten des Mittelsegments
- Rudemberg (278 m), westlich von Klüsserath; äußerster, abgetrennter Nordosten des Südwestsegments
- (Noviander) Hüttenkopf (273,3 m), westlich von Noviand; Zwischensegment im äußersten Nordosten des Mittelsegments